# کوجوری
کوجوری (به لاتین: Kojori) یک منطقهٔ مسکونی در گرجستان است که در شهرداری گاردابانی واقع شده‌است. کوجوری ۱٬۲۳۲ نفر جمعیت دارد و ۱٬۳۵۰ متر بالاتر از سطح دریا واقع شده‌است.